# All-Star Game de la NBA 2001
El All-Star Weekend de la NBA del 2001 se disputó en el MCI Center de la ciudad de Washington durante el fin de semana del 9 al 11 de febrero de 2001.
El viernes se disputó el partido de los Rookies y los Sophomores con victoria para los jugadores de segundo año por 121-113.
El sábado se disputaron los concurso de mates y triples. El domingo se disputó el partido de las estrellas entre el Este y el Oeste con victoria del Este por 111 a 110.

## Viernes

### Rookie Challenge
- Rookies 103-97 Sophomores

| Rookies Plantilla 2001 |    |                           |                    |                         |
| P                      | 25 | Bandera de Estados Unidos | Marc Jackson       | (Golden State Warriors) |
| E                      | 24 | Bandera de Estados Unidos | Morris Peterson    | (Toronto Raptors)       |
| A                      | 6  | Bandera de Estados Unidos | Kenyon Martin      | (New Jersey Nets)       |
| B                      | 24 | Bandera de Estados Unidos | Mateen Cleaves     | (Detroit Pistons)       |
| E                      | 3  |                           | Quentin Richardson | (Los Angeles Clippers)  |
| B                      | 42 |                           | Khalid El-Amin     | (Chicago Bulls)         |
| A                      | 24 | Bandera de Estados Unidos | Stephen Jackson    | (New Jersey Nets)       |
| A                      | 21 |                           | Darius Miles       | (Los Angeles Clippers)  |
| E                      | 33 | Bandera de Estados Unidos | Mike Miller        | (Utah Jazz)             |

| Sophomores Plantilla 2001 |    |                           |                  |                          |
| A                         | 42 |                           | Elton Brand      | (Chicago Bulls)          |
| B                         | 32 | Bandera de Estados Unidos | Richard Hamilton | (Washington Wizards)     |
| A                         | 7  | Bandera de Estados Unidos | Lamar Odom       | (Los Angeles Clippers)   |
| B                         | 1  | Bandera de Estados Unidos | Baron Davis      | (Charlotte Hornets)      |
| B                         | 3  | Bandera de Estados Unidos | Steve Francis    | (Houston Rockets)        |
| A                         | 31 | Bandera de Estados Unidos | Shawn Marion     | (Phoenix Suns)           |
| B                         | 24 |                           | Andre Miller     | (Cleveland Cavaliers)    |
| A                         | 10 |                           | Wally Szczerbiak | (Minnesota Timberwolves) |
| B                         | 31 |                           | Jason Terry      | (Atlanta Hawks)          |

- MVP del partido: Wally Szczerbiak

## Sábado

### Concurso de Triples
- Ray Allen (Milwaukee Bucks)
- Dirk Nowitzki (Dallas Mavericks)
- Steve Nash (Dallas Mavericks)
- Pat Garrity (Orlando Magic)
- Bryon Russell (Utah Jazz)
- Rashard Lewis (Seattle Supersonics)
- Allan Houston (New York Knicks)
- Peja Stojakovic (Sacramento Kings)
  - VENCEDOR: Ray Allen

### Concurso de Mates
| Jugador                        | 1ª Ronda   | Finales    |
| ------------------------------ | ---------- | ---------- |
| Desmond Mason (Seattle)        | 91 (42+49) | 89 (45+44) |
| DeShawn Stevenson (Utah)       | 95 (46+49) | 85 (38+47) |
| Baron Davis (Charlotte)        | 94 (45+49) | 77 (44+33) |
| Jonathan Bender (Indiana)      | 90 (46+44) |            |
| Stromile Swift (Vancouver)     | 90 (45+45) |            |
| Corey Maggette (L.A. Clippers) | 88 (46+42) |            |

## Domingo

### All-Star Game
| 11 de febrero de 2001 | Conferencia Oeste                                       | 110–111      | Conferencia Este                                                 | |  |
|                       | Parciales: 30–17, 31–33, 28–20, 21–41                   |              |                                                                  | |  |
|                       | Estadísticas Kobe Bryant 19 Tim Duncan 14 Kobe Bryant 7 | Pts Reb Asts | Estadísticas Allen Iverson 25 Dikembe Mutombo 22 Allen Iverson 5 | Pabellón: MCI Center, Washington D. C. Asistencia: 18 325 espectadores Árbitros: - Televisión: NBC |  |

### Plantillas
| Pos                                          | Nac.                                       | Jugador          | Equipo             | N.º de selec.    | Votos            |
| Quinteto inicial                             | Quinteto inicial                           | Quinteto inicial | Quinteto inicial   | Quinteto inicial | Quinteto inicial |
| -------------------------------------------- | ------------------------------------------ | ---------------- | ------------------ | ---------------- | ---------------- |
| B                                            | Bandera de Estados Unidos                  | Allen Iverson    | Philadelphia 76ers | 2                | 1,508,142        |
| B                                            | Bandera de Estados Unidos                  | Tracy McGrady    | Orlando Magic      | 1                | 827,122          |
| A                                            | Bandera de Estados Unidos                  | Vince Carter     | Toronto Raptors    | 2                | 1,717,687        |
| A                                            | Bandera de Estados Unidos                  | Grant Hill       | Orlando Magic      | 6                | 904,885          |
| P                                            | Bandera de Estados Unidos                  | Alonzo Mourning  | Miami Heat         | 6                | 917,866          |
| Reservas                                     |                                            |                  |                    |                  |                  |
| B                                            | Bandera de Estados Unidos                  | Ray Allen        | Milwaukee Bucks    | 2                | 409,654          |
| B                                            | Bandera de Estados Unidos                  | Allan Houston    | New York Knicks    | 2                | 476,380          |
| B                                            | Bandera de Estados Unidos                  | Stephon Marbury  | New Jersey Nets    | 1                | 512,645          |
| B                                            | Bandera de Estados Unidos                  | Jerry Stackhouse | Detroit Pistons    | 2                | 459,575          |
| A                                            | Bandera de Estados Unidos                  | Anthony Mason    | Miami Heat         | 1                | 322,696          |
| A                                            | Bandera de Estados Unidos                  | Glenn Robinson   | Milwaukee Bucks    | 2                | —                |
| A                                            | Bandera de Estados Unidos                  | Latrell Sprewell | New York Knicks    | 4                | 817,855          |
| P                                            | Bandera de Estados Unidos                  | Antonio Davis    | Toronto Raptors    | 1                | 220,917          |
| P                                            | Bandera de República Democrática del Congo | Dikembe Mutombo  | Atlanta Hawks      | 7                | 627,148          |
| P                                            | Bandera de Estados Unidos                  | Theo Ratliff     | Philadelphia 76ers | 1                | 637,585          |
| Entrenador: Larry Brown (Philadelphia 76ers) |                                            |                  |                    |                  |                  |

| Pos                                         | Nac.                                            | Jugador          | Equipo                 | N.º de selec.    | Votos            |
| Quinteto inicial                            | Quinteto inicial                                | Quinteto inicial | Quinteto inicial       | Quinteto inicial | Quinteto inicial |
| ------------------------------------------- | ----------------------------------------------- | ---------------- | ---------------------- | ---------------- | ---------------- |
| B                                           | Bandera de Estados Unidos                       | Jason Kidd       | Phoenix Suns           | 4                | 1,062,837        |
| B                                           | Bandera de Estados Unidos                       | Kobe Bryant      | Los Angeles Lakers     | 3                | 1,433,747        |
| A                                           | Bandera de Estados Unidos                       | Chris Webber     | Sacramento Kings       | 3                | 1,306,243        |
| A                                           | Bandera de Islas Vírgenes de los Estados Unidos | Tim Duncan       | San Antonio Spurs      | 3                | 1,096,522        |
| P                                           | Bandera de Estados Unidos                       | Shaquille O'Neal | Los Angeles Lakers     | 8                | 1,541,298        |
| Reservas                                    |                                                 |                  |                        |                  |                  |
| B                                           | Bandera de Estados Unidos                       | Michael Finley   | Dallas Mavericks       | 2                | 279,250          |
| B                                           | Bandera de Estados Unidos                       | Gary Payton      | Seattle SuperSonics    | 7                | 732,671          |
| A                                           | Bandera de Estados Unidos                       | Kevin Garnett    | Minnesota Timberwolves | 4                | 1,003,336        |
| A                                           | Bandera de Estados Unidos                       | Karl Malone      | Utah Jazz              | 13               | 479,624          |
| A                                           | Bandera de Estados Unidos                       | Antonio McDyess  | Denver Nuggets         | 1                | —                |
| A                                           | Bandera de Estados Unidos                       | Rasheed Wallace  | Portland Trail Blazers | 2                | 510,543          |
| P                                           | Bandera de Estados Unidos                       | David Robinson   | San Antonio Spurs      | 10               | 716,228          |
| P                                           | Bandera de Serbia                               | Vlade Divac      | Sacramento Kings       | 1                | 715,687          |
| Entrenador: Rick Adelman (Sacramento Kings) |                                                 |                  |                        |                  |                  |

1. 1 2 3 4  Grant Hill, Alonzo Mourning, Theo Ratliff, y Shaquille O'Neal reemplazados por lesión
2. 1 2 3  Anthony Mason, Davis y Kevin Garnett fueron elegidos en el quinteto inicial, reemplazando a Hill, Mourning, y O'Neal respectivamente.
3. 1 2 3 4  Lattrell Sprewell, Dikembe Mutombo, Antonio Davis y Vlade Divac fueron elegidos como sustitutos de Hill, Mourning, Ratliff y O'Neal's respectivamente.[1]

- MVP del Partido: Allen Iverson